# Fjärhanagylet
Fjärhanagylet är en sjö i Karlshamns kommun i Blekinge och ingår i Mieåns huvudavrinningsområde.